# Universidad Iberoamericana Torreón

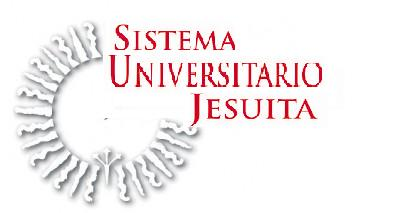
Sistema Universitario Jesuita

La Universidad Iberoamericana Torreón (coloquialmente conocida como la Ibero Torreón) es una universidad privada confiada a la Compañía de Jesús ubicada en Torreón. Pertenece al Sistema Universitario Jesuita de México (SUJ) y a la Asociación de Universidades Confiadas a la Compañía de Jesús en América Latina (AUSJAL).
Tiene presencia en las ciudades de Saltillo y Monterrey a través de los Centros de Extensión Universitaria en los que se imparten maestrías y diplomados.

## Oferta educativa

### Licenciaturas
La Ibero Torreón imparte 20 licenciaturas en las áreas de Humanidades, Económico Administrativas, Ingenierías, Arquitectura y Diseño, y Ciencias de la Salud.

### Posgrado
Se ofrecen 9 maestrías, 3 especialidades y un doctorado.

### Educación continua
Además de los programas académicos de licenciatura y posgrado la Ibero Torreón imparte diferentes cursos, talleres, diplomados y certificaciones.

## Instalaciones
El campus de la Ibero Torreón está ubicado al norte de la ciudad de Torreón sobre la Calzada Iberoamericana. Las instalaciones se distribuyen en seis edificios identificados con las letras de la A a la F.
La universidad cuenta con una capilla universitaria (Capilla San Francisco Javier), biblioteca, gimnasio-auditorio, aulas de cómputo, talleres de ingeniería, talleres de diseño, laboratorios de química, sala de juicios orales, archivo histórico, estudio de radio, espejos de agua, cafetería y una Torre de Medición Solar.

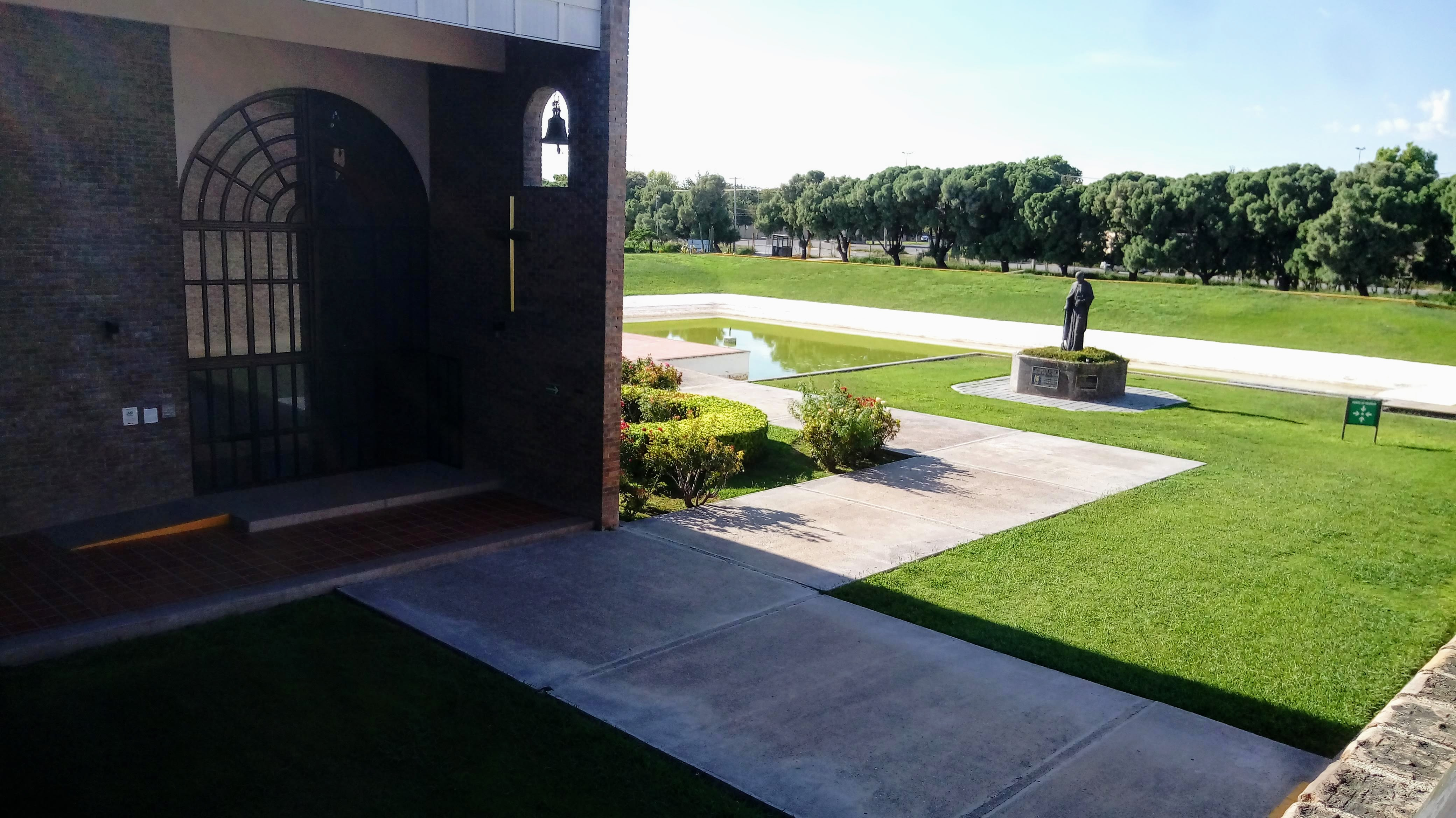
Entrada a la Capilla

En cuanto a deportes la universidad cuenta con instalaciones para practicar fútbol, básquetbol, voleibol de sala, voleibol de playa, taekwondo, entre otros.
Gracias a la gran cantidad de vegetación en el campus se considera que la Ibero es el segundo "pulmón" de Torreón, después del Bosque Venustiano Carranza.
Desde 2020, parte de la energía eléctrica que se usa en la universidad se genera con paneles solares sobre los techos de algunos edificios de la universidad.

### Capilla San Francisco Javier S.J.
La capilla se encuentra ubicada en el edificio D planta baja, a un costado del Gimnasio-Auditorio frente al espejo de agua del edificio C. En ella se celebran liturgias y paraliturgias de lunes a viernes.

### Archivo Histórico Juan Agustín de Espinoza, S.J.
El Archivo Histórico de la Ibero Torreón fue creado a mediados de los años noventa por iniciativa de la familia Arocena y de varios académicos con posgrado en Historia con el fin de preservar la historia la vida empresarial, política, religiosa, cultural y social de La Laguna. En él se albergan tanto los documentos donados por la familia Arocena como los recolectados durante el Concurso Papeles de Familia, además de otros que se han recolectado a lo largo de los años.
En 2019 se comenzó la digitalización del archivo y el traslado de las bases de datos a una página con un formato más nuevo. El archivo digital se puede consultar en su página web.

## Publicaciones
La Ibero Torreón tiene una serie de publicaciones escritas, buena parte son editadas y publicadas por el Centro de Difusión Editorial de la universidad mientras que algunas se realizan en colaboración con periódicos como Milenio y editoriales como Buena Prensa.

## Tradiciones

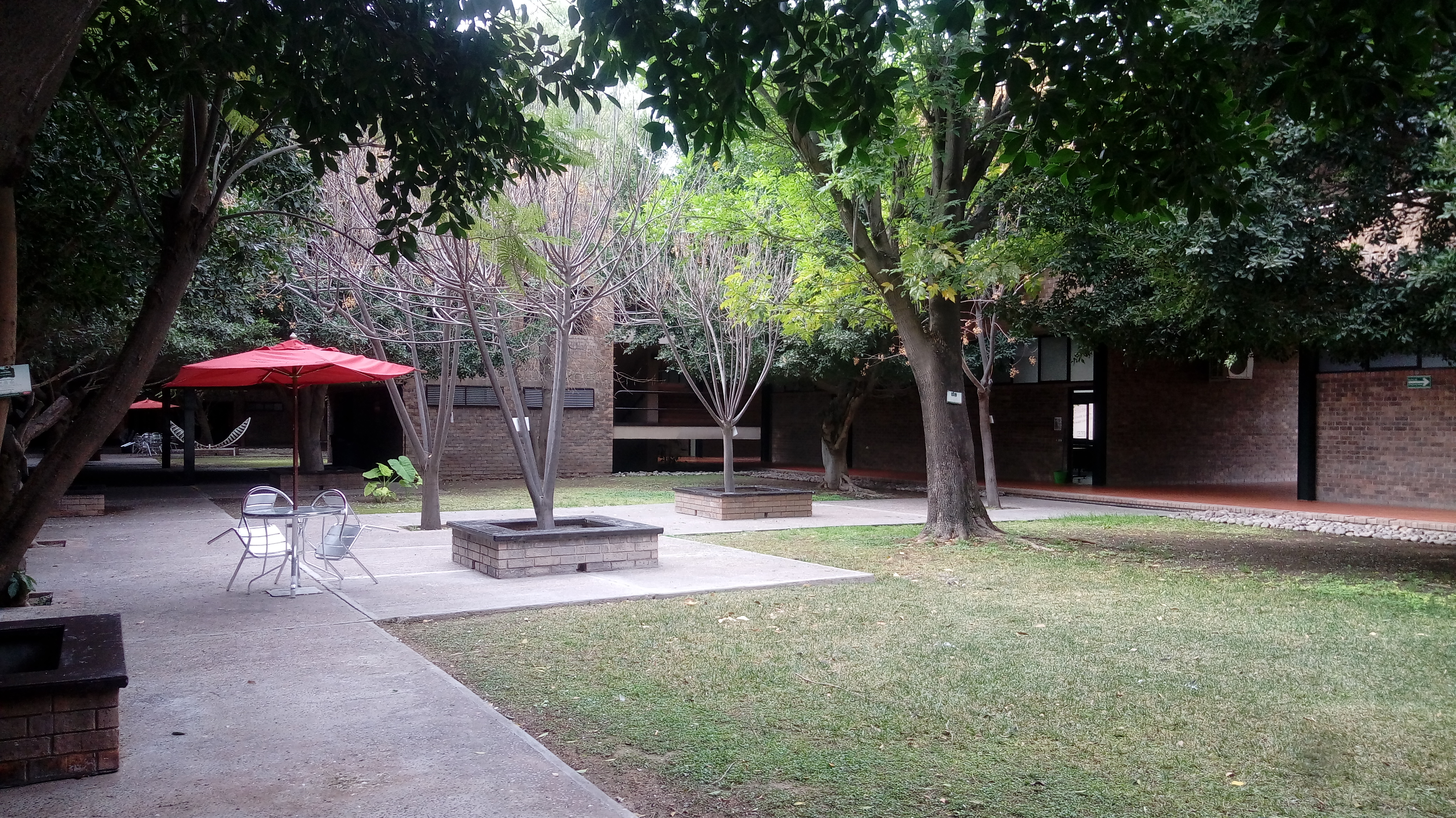
Patio de la Ibero

### Lectio Brevis
Es un evento, encabezado generalmente por el rector y que se realiza en todas las universidades jesuitas, en el cual se ofrece una reflexión sobre los retos y las expectativas ante un nuevo periodo de clases. También se le da la bienvenida a los estudiantes de nuevo ingreso y se da inicio formal a las actividades de cada ciclo escolar. El nombre Lectio Brevis es una expresión en latín que significa "lección breve".

### Día C
El Día C o Día de la Comunidad es un evento de convivencia que tiene como objetivo fomentar la integración entre la comunidad universitaria. En este día se ponen puestos de comida y food trucks, juegos como lotería, tiro con dardos, Jenga gigante, toro mecánico, juegos inflables y se hacen carreras de balsas de concreto fabricadas por los alumnos.

### Fiesta mexicana
Para conmemorar el aniversario del inicio de la independencia de México, la universidad ofrece una fiesta en la que se celebran las tradiciones y cultura de México. Se comparte con los asistentes comida mexicana, aguas frescas, elotes, dulces, además de juegos como la lotería, el tiro al blanco y el lanzamiento de aros.

## Ibero Radio TRC
Ibero Radio TRC es la estación de radio universitaria por internet de la Ibero Torreón. Fue inaugurada el jueves 27 de octubre del 2016 con la finalidad de "que la Universidad sea una plataforma donde se compartan contenidos interesantes de carácter educativo y sean de aporte a la sociedad". Su contenido también se puede escuchar como sonido ambiental en algunas zonas del campus.
En septiembre de 2019 Ibero 90.9 firmó un acuerdo con Ibero Radio TRC e Ibero TJ Radio para que se retransmitieran algunos programas de Ibero 90.9 en las otras dos estaciones.

## Egresados destacados
- Guillermo Anaya Llamas, político
- Marcelo Torres Cofiño, político
- Luis Fernando Salazar, político
- Ernesto Valenciana, empresario[25]
- Betzabé Martínez Arango